# فرزند مادر
فرزند مادر (انگلیسی: Mother's Child) یک فیلم کمدی صامت کوتاه آمریکایی است که در سال ۱۹۱۶ منتشر شد. از بازیگران این فیلم می‌توان به اولیور هاردی، فلورنس مک‌لاکلین و کیت پرایس اشاره کرد.